# Heinz Kaminski

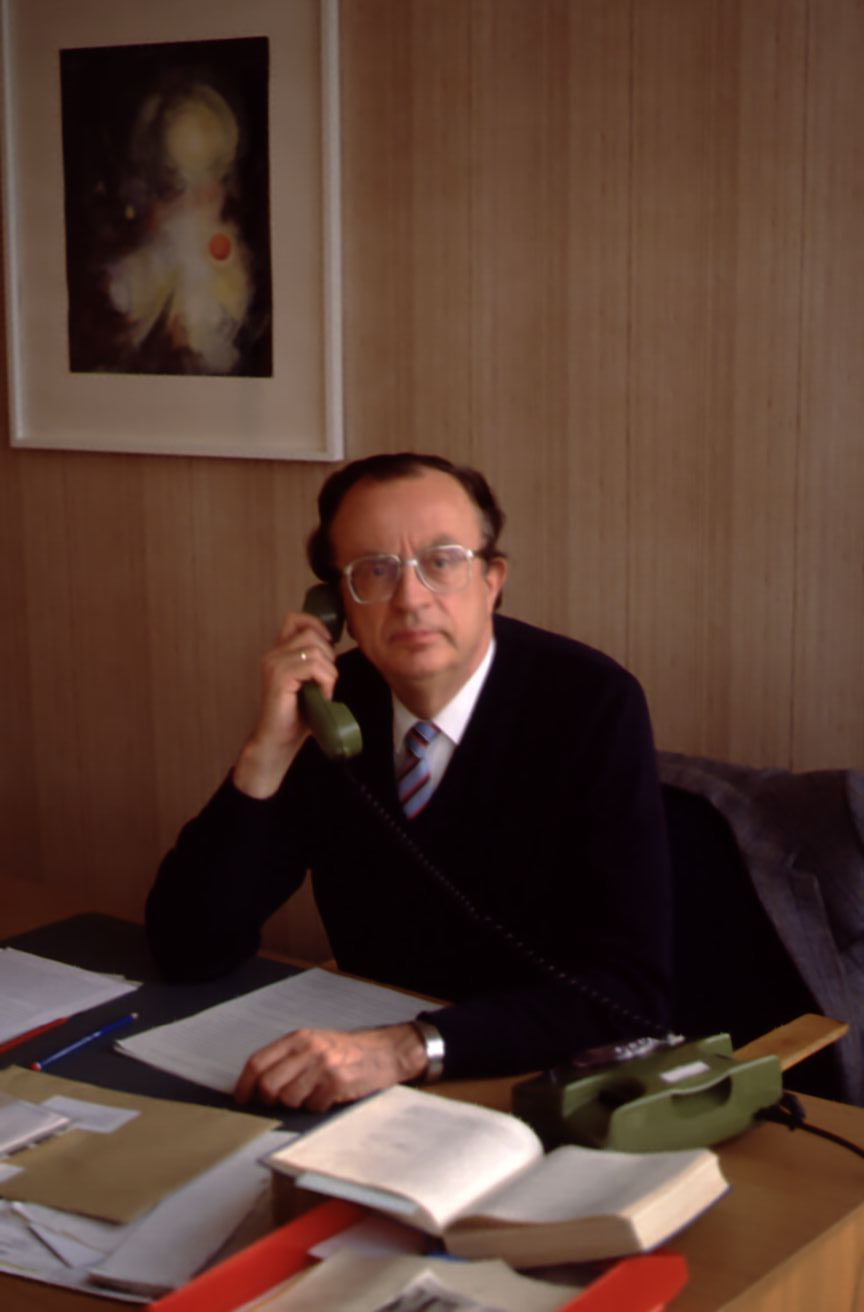
Heinz Kaminski

Heinz Kaminski (* 15. Juni 1921 in Bochum; † 17. Februar 2002 in Arnsberg) war ein deutscher Chemieingenieur und Sternwartendirektor. Er gründete 1946 die Sternwarte Bochum, von den Bochumern in Anspielung auf Cape Canaveral auch als „Kap Kaminski“ bezeichnet.

## Leben
Heinz Kaminski, Sohn von Wilhelmine Kaminski, geborene Brodoch, und des Stahlarbeiters Johann Kaminski, stammt aus einer ostpreußischen Bergarbeiterfamilie. Er besuchte die Staatliche Ingenieur-Schule in Essen und war von Beruf Chemieingenieur und wurde im Zweiten Weltkrieg als Marinefunker eingesetzt. Von 1948 bis 1960 war er Labor- und technischer Betriebsleiter, ab 1960 hauptamtlicher Direktor der Sternwarte Bochum. Kaminski beschäftigte sich auch mit der Umweltforschung. Er befasste sich vor allem mit Globalökologie, der Fernerkundung der Erde mit Mitteln der Weltraumtechnik. Obwohl Kaminski kein Fachastronom war, wurde er häufig von den Medien zu astronomischen Ereignissen befragt. Kaminski wurde 1972 Honorarprofessor (Didaktik der Physik) im Fachbereich Physik an der Universität Essen und hielt bis Wintersemester 1999/2000 Vorlesungen, so zum Thema „Satellitenumweltforschung – Ergebnisse und politische Konsequenzen“. Zudem hatte er über 100 Publikationen zur Fernerkundung der Erde, Weltraumkunde und Gesellschaftspolitik verfasst.
Heinz Kaminski war langjähriges Mitglied der SPD, bevor er 1978 Mitbegründer der Partei Grüne Aktion Zukunft wurde und 1979 die Bürgerpartei mitbegründete. Kaminski war evangelisch, hatte 1950 Johanna Hoffmann geheiratet, hatte drei Kinder (Heinz-Rainer, Christiane und Anette), war Rotarier und starb am 17. Februar 2002 im Alter von 80 Jahren.

## Sternwarte Bochum

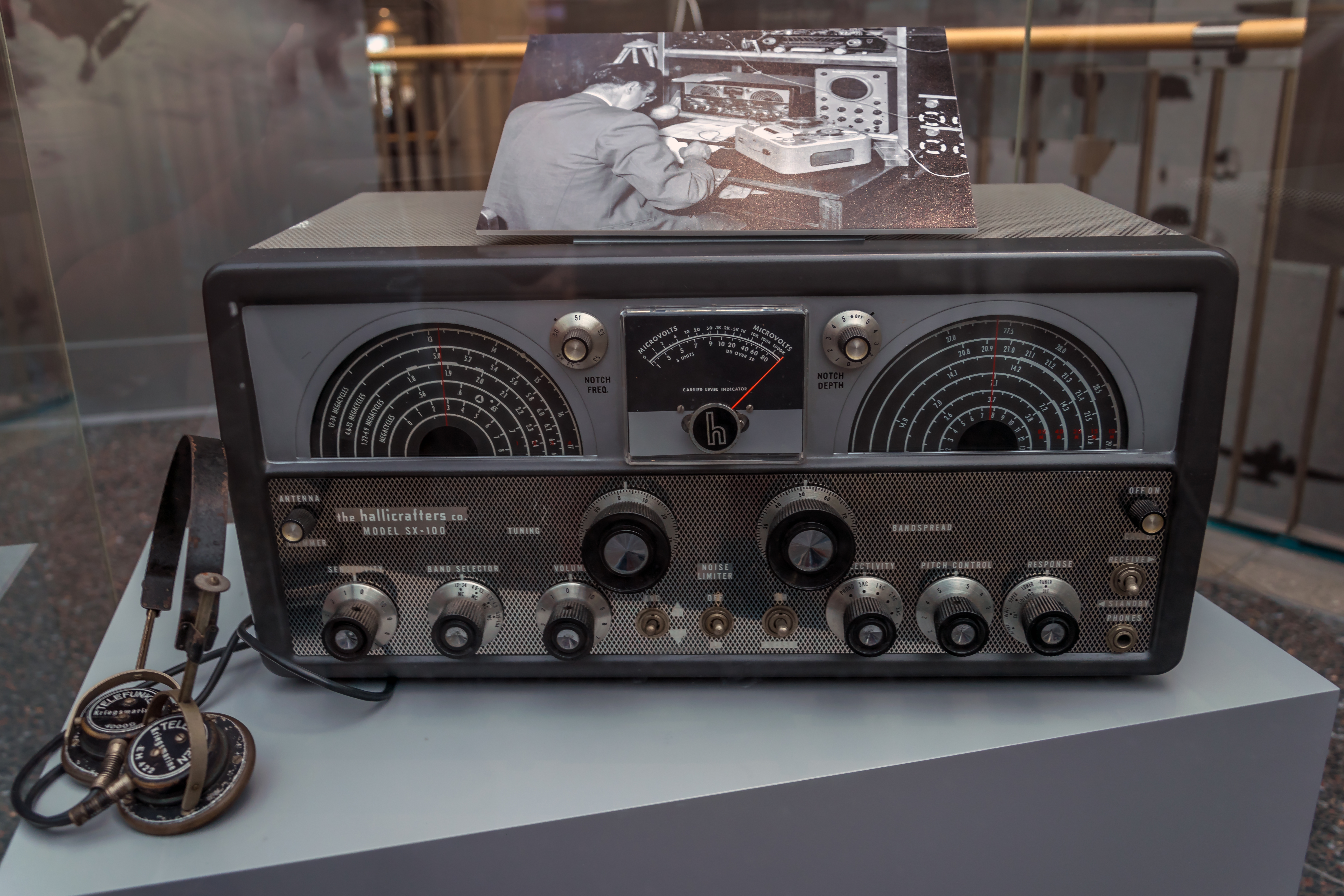
Der Hallicrafters-Funkempfänger, mit dem Heinz Kaminski die Signale des sowjetischen Satelliten Sputnik 1 empfangen hat

Im Jahre 1946 gründete Heinz Kaminski die Sternwarte Bochum als Volkssternwarte der Volkshochschule.
Im Keller seines Wohnhauses baute er auf alten Holztischen eine Funkempfangsstation und auf der Wiese vor seinem Wohnhaus in Bochum im Stadtteil Sundern errichtete er mit drei Mitstreitern eine Antenne, mit deren Hilfe er Funksignalen aus dem Weltall lauschte.
In der Nacht zum 7. Oktober 1957 gelang es Kaminski, die Signale des Sputnik 1, des ersten künstlichen Satelliten im All, über dem Ruhrgebiet zu empfangen. Es hält sich die (lokale) Geschichte, dass er am 5. Oktober 1957 als einziger oder als einer der ersten außerhalb des sowjetischen Territoriums die Signale empfangen habe. Der Start hatte aber sofort weltweit viel Aufmerksamkeit auf sich gezogen. Da in der Meldung der sowjetischen TASS die Frequenzen standen konnten auf der ganzen Welt Funkamateuren und Forschungsstationen die Signale empfangen. In Deutschland hörte die dpa als Erste die Signale des Satelliten sowie die Volkssternwarte Bonn.
Heinz Kaminski war Funkamateur mit dem Rufzeichen DJ5YM.
Kaminski übernahm 1961 die Leitung der Volkssternwarte Bochum, die seitdem Institut für Satelliten- und Weltraumforschung hieß. Im Laufe der Jahre baute er die Anlage rund um die Volkssternwarte aus und schaffte den Anschluss an die internationale Weltraumforschung. Mit der Bochumer Station konnten schließlich Signale einer Vielzahl von Raumflugkörpern von den Sputniks, Luniks über Wostok und Woschod, und 1963 erstmals in Europa Satellitenbilder des US-Wettersatelliten TIROS-8 empfangen werden.
Auf Betreiben von Kaminski errichtete die Stadt Bochum 1964 mit dem Planetarium Bochum das erste Nachkriegs-Großplanetarium in Deutschland (ausgestattet damals mit einem Zeiss Mod. IV). Kaminski wurde zu dessen Direktor berufen und hatte dieses Amt bis zu seiner Pensionierung 1986 inne.
1967 installierte er eine 20 Meter große Parabolantenne in einem Radom, mit der alle Apollo-Missionen verfolgt wurden. Als seinem Institut 1982 die Subventionen gestrichen wurden, wandelte Kaminski die Volkssternwarte Bochum in das private „Institut für Umwelt- und Zukunftsforschung“ (IUZ) um, welches sich im Laufe der Jahrzehnte zu einer hochrangigen Bildungseinrichtung entwickelt hat.

## Ehrungen
Kaminski wurde mit der Friedrich-Harkort-Plakette der Wirtschaftspublizistischen Vereinigung Nordrhein-Westfalen geehrte. Er erhielt das Goldene Sportabzeichen und den DLRG-Leistungsschein. 1985 wurde er mit dem Ehrenring der Stadt Bochum ausgezeichnet. Weiterhin wurde er am 13. Mai 1996 mit dem Verdienstorden des Landes Nordrhein-Westfalen ausgezeichnet.